# Leo Proost
Leo Proost (ur. 1 listopada 1933 w Oud-Turnhout, zm. 24 maja 2016) – belgijski kolarz torowy i szosowy, pięciokrotny medalista torowych mistrzostw świata.

## Kariera
Pierwszy sukces w karierze Leo Proost osiągnął w 1956 roku, kiedy został mistrzem kraju w madisonie. Siedem lat później wystartował na torowych mistrzostwach świata w Liège, zdobywając złoty medal w wyścigu ze startu zatrzymanego zawodowców. Wynik ten Proost powtórzył podczas mistrzostw w Amsterdamie w 1967 roku oraz na rozgrywanych rok później mistrzostwach w Rzymie. Ponadto w 1964 roku, na mistrzostwach świata w Paryżu był drugi za Hiszpanem Guillermo Timonerem, a na rozgrywanych w 1966 roku mistrzostwach świata we Frankfurcie w swej koronnej konkurencji uległ jedynie swemu rodakowi Romainowi De Loofowi oraz reprezentantowi RFN Ehrenfriedowi Rudolphowi. Wielokrotnie zdobywał medale torowych mistrzostw kraju, w tym osiem złotych, nigdy jednak nie wystąpił na igrzyskach olimpijskich. Startował także w wyścigach szosowych, jednak bez większych sukcesów.